# Autoroute A503 (Belgique)
L'autoroute belge A503 est une courte autoroute située au sud de Charleroi. L'autoroute dessert le ring intérieur et le ring extérieur depuis l'Avenue Eugène Mascaux à Marcinelle. La numérotation est la suite de l'A7, l'A54 et le ring intérieur.
Cet axe dispose de deux bandes de circulation dans chacun des sens de circulation. Ces derniers sont séparés par une berme centrale.

## Description du tracé
|    | Dénomination                              | Destinations                               | BK  |
| -- | ----------------------------------------- | ------------------------------------------ | --- |
|    | Échangeur de Charleroi-Sud                | Petit ring de Charleroi                    | 0,0 |
| 31 | Marcinelle Centre                         | Charleroi (Marcinelle, Marchienne-au-Pont) | 1,0 |
| 32 | Marcinelle Sud N578                       | Charleroi (Marcinelle)                     | 0,9 |
| 33 | Mont-sur-Marchienne                       | Charleroi (Mont-sur-Marchienne)            | 1,4 |
|    | Échangeur de Marcinelle                   | Grand ring de Charleroi                    | 2,8 |
|    | Fin de l'autoroute, prolongée par la N577 |                                            | 3,5 |

## Projets
- Un prolongement est prévue pour l'autoroute qui démarrerait de la fin de l'autoroute actuellement jusqu'à Somzée, où elle retrouverait l'actuelle N5 qui serait transformée en autoroute (nouveaux échangeurs, fermetures de la berme centrale, bandes d'arrêts d'urgence, téléphones de secours...)[2].

## Galerie d'images

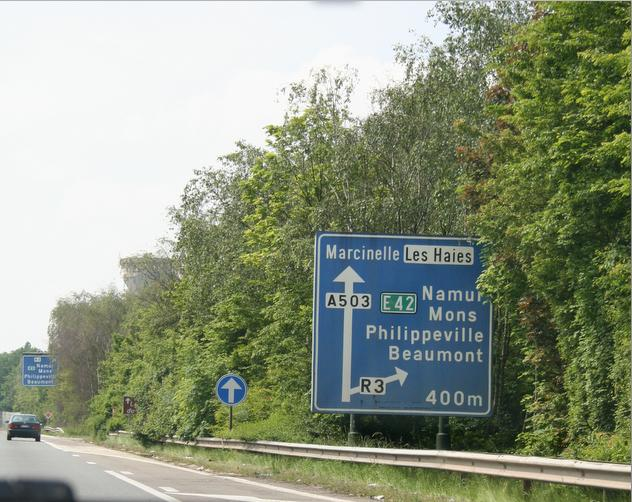
L'échangeur de Marcinelle est le croisement avec le R3.